# スーパーマン・スマッシュ・ザ・クラン
『スーパーマン・スマッシュ・ザ・クラン』(Superman Smashes the Klan) はジーン・ルエン・ヤン原作、グリヒル作画による全3号のコミックブックシリーズ。2019-2020年にDCコミックスから刊行された。スーパーマンを主人公としており、クー・クラックス・クランをモデルにした白人至上主義団体が悪役となる。1946年に放送されたラジオドラマ『アドベンチャー・オブ・スーパーマン』のエピソード「燃える十字架のクラン」を下敷きにしている。2020年に小学館集英社プロダクションから吉川悠の翻訳による日本語版が刊行された。

## あらすじ
第二次世界大戦の余波が残る1946年、メトロポリス保健局に職を得た中国系アメリカ人のリー博士は、妻子を連れてチャイナタウンからメトロポリス郊外に引っ越してくる。物語の焦点となるのは一家の娘ロベルタとその兄トミーである。ロベルタは本当はランシンという名だが、「周りの白人を身構えさせないように」英語名を使っている。一家は新しい環境であからさまな差別やひそかな差別に直面する。トミーは地域の少年野球チームで活躍し、自身の人種をジョークにして周囲に馴染んでいくが、ロベルタは疎外感を拭えない。
ある夜、地域で密かに支部を構えていた「燃える十字架のクラン」が火炎瓶でリー家を襲撃する。騒ぎを聞いた黒人の隣人がかけつけるが、リー博士は同一視されることを恐れて助けを断る。ロベルタとトミーに降りかかる脅威はエスカレートしていき、新しい友人を助けようとするジミー・オルセン、ロイス・レーン、ヘンダーソン警部らも巻き込まれる。
そんな折、スーパーマンは度重なる白昼夢に悩まされていた。メトロポリスで活動を始めて間もないスーパーマンは、赤ん坊としてケント夫妻に引き取られる以前の記憶を持たず、なぜ自分が超人的な力を持つのかも知らなかった。やがて幻影がスーパーマンの自己不信やアイデンティティの混乱に関連していることが明らかになっていく。

## 制作過程
本作はラジオドラマ『アドベンチャー・オブ・スーパーマン』で1946年6月から7月にかけて放送された全16回のエピソード「燃える十字架のクラン」を下敷きにしている。オリジナル版の放送は、人権活動家ステットソン・ケネディが取材したクー・クラックス・クラン（KKK）の符丁や儀式、差別思想を全米の聴取者に知らしめた。それによってKKKの世評は急落し、成員は急減してついに回復しなかった。
作者ジーン・ルエン・ヤンはウェブメディア『インヴァース』によるインタビューでこう語っている。「クランは消えていません。当時と比べるとわずかな数ではありますが、クランを衝き動かす思想は勢いを取り戻そうとしているようです」スーパーマンがアメリカの差別思想を相手にした最初の闘いを語り直そうとしたのはそれが動機だという。「『スーパーマン・スマッシュ・ザ・クラン』は、そういう現代の問題を歴史的な文脈に乗せて論じたものです」
ヤンはスティーヴン・レヴィットとスティーヴン・J・ダブナーの著書『ヤバい経済学』（2005年）でオリジナルのラジオ放送のことを知った。「別の世界に頭を突っ込んでいると言われがちなコミックオタクの私にとって、マントを付けたキャラクターが現実世界にプラスの影響を与えた素晴らしい例だと思われました」ヤンはさらに『スーパーマン vs KKK』（2012年）という本を読んだ。「夢中になりました。そのエピソードの中心はメトロポリスに引っ越してきた中国系アメリカ人の一家でした。私も中国系アメリカ人です。子供のころ1980年代にスーパーマンのコミックを読んでいましたが、その時期の作品に自分と同じ見た目のキャラクターがたくさん出てきた記憶はありません」
ヤンはまた、スーパーマンと中国系アメリカ人一家の間に移民という共通点があることを指摘している。

## 社会的評価
本書は2020年にハーベイ賞を児童・若年向け作品部門で受賞した。
レビューは全体的に肯定的なもので、特にメッセージとテーマ性が評価された。ローリー・ワイルディングはAIPTコミックスで本作が「他者受容についての明るくてちょっとためになる冒険物語として成功している」と述べている。シェラズ・ファルーキは『ニューズウィーク』にこう書いた。「この作品の中でも痛烈な瞬間は、クランの一人がスーパーマンのパワーを白人の優越性のあらわれだと解釈して喜ぶ部分だ。それが呼び水となって、結末でスーパーマンは人間ではない自分を恥じるのを止め、世界の人々に宇宙人としての正体を明かす」
ヒラリー・シュートはニューヨーク・タイムズのレビューで、本作では差別者も含めてすべてのキャラクターが複雑さを備えていると述べた。またこうも書いている。「本書は非白人の「異質さ」とエイリアンであるスーパーマンが似通っていることを示すだけでなく、スーパーマンが白人至上主義者のユーバーメンシュとみなされてきたことや、その外見を不寛容な人々が利用してきたことにも向き合っている。言ってみれば、本書で描かれるテーマ的な対立は斬新ではないかもしれないがページを繰るごとに深みを増していく。アフリカ系に対するレイシズム（アジア系からもある）を扱った部分もそうだ」
A.V. Clubは本書が小学校高学年向けながらKKKと資本主義の関係のような複雑なテーマを多く取り入れていると指摘した。「しかしそれらは入念な意図のもとで余裕をもって描かれている。キャラクターデザインも … 敵の描写に悪役の古典的記号がほとんど用いられておらず、身体的な見た目がその人物の危険性とは関係ないということが明確にされている。もし本作がスーパーマンのコミックだという前提を知らなかったら、子供はもろもろの複雑さに嫌気がさすかもれない。しかし『スーパーマン・スマッシュ・ザ・クラン』の読者は誰が正しくて何が間違っているのか初めからはっきりわかっているので、すべてのテーマを吸収して咀嚼するだけの感情的・知的なエネルギーを持てるのだ」
作画への評価も概して好意的だった。A.V. Clubはグリヒルの「アニメーション風で動きのある、子供にも分かりやすいタッチ」に触れている。ニューヨーク・タイムズは「生き生きとしたヴィジュアルはよく計算されていて魅力がある。コマがはち切れんばかりの巨体で描かれるスーパーマンには面白みがあるものの、多文化の間を行くグリヒルのアプローチは作為を感じさせない」 ワシントン・ポスト紙は本作の作画が「スター級の仕事でドラマを盛り上げている」と書いた。『エンターテインメント・ウィークリー』は「グリヒルのアートはオリジナル版のリスナーが着ていたであろう40年代ファッションへのトリビュートであり、同時に時代を超えたセンスを生み出している」とした。

### 売り上げ
本作のトレードペーパーバック版は、業界情報サイトICv2が作成した2020年第2四半期のダイレクト・マーケットトップ20チャートで発行部数第5位を占めた。ただし、この年にはCOVID-19の影響でコミックブック取次に変動があったため、前年度までのチャートとは単純に比較できないことを付記しておく。